# 埃爾伍德 (內布拉斯加州)
埃爾伍德（英語：Elwood）是一個位於美國內布拉斯加州高斯帕縣的村。根據2010年美國人口普查，該地共人口707人，而該地的面積約為1.34平方千米。同時該地也是高斯帕縣的縣治。

## 地理
埃爾伍德的座標為40°35′19″N 99°51′38″W / 40.58861°N 99.86056°W，而該地的平均海拔高度為813米（即2667英尺）。